# Чепурна Маргарита Олександрівна
Маргарита Олександрівна Чепурна (народилася 06 листопада 1943 року в селі Байлівка Пичаївського району Тамбовської області — 1 листопада 2021) — українська вчителька, поетеса, державна діячка.

## Життєпис
Народилася у сім'ї службовців.
В 1960 році закінчила Попівську середню школу Конотопського району з золотою медаллю. Після закінчення школи два роки працювала старшою піонервожатою в рідній школі. Як одну з кращих вожатих області її було обрано делегатом ХІХ з'їзду комсомолу України, що проходив у березні 1962 року в м. Києві.
1962-1966 р.р. — студентка Сумського державного педагогічного інституту ім. А. С. Макаренка факультету англійської мови.
У 1967 році почала працювати вчителем англійської мови та історії в Попівській середній школі робітничої молоді.
1973-1994 р. р.- організатор позакласної та позашкільної роботи Попівської середньої школи.
1989-1992 р.р.- депутат Верховної Ради СРСР двох останніх скликань, член комітету Верховної Ради з питань освіти та культури.
Нагороджена медаллю «Ветеран праці», «Відмінник освіти України», багатьма грамотами Міністерства освіти УРСР, облвно, райвно за успіхи в педагогічній діяльності.
2016 рік — присвоєне звання «Почесного громадянина Конотопського району» до 25 — річчя Незалежності України.
Маргарита Олександрівна в рідній школі працює і сьогодні. Трудовий стаж її складає 58 років.
12 травня 2016 році за її ініціативи на базі Попівської ЗОШ І-ІІІ ступенів створений музей історії села Попівки. За роботу в цьому музеї її учні сьогодні займають перші місця в області в різних номінаціях.

## Творчий доробок
У 2004 році у видавництві «Ярославна» м. Суми вийшла з друку її поетична збірка «Тепло отчого дому».
У 2008 році у цьому ж видавництві побачив світ новий її творчий доробок альманах-історія Попівської ЗОШ І-ІІІ ступенів «Шкільна рапсодія», а у 2015 році вийшла більш удосконалена версія цього ж альманаху.